# Origen dels maputxes
L'origen dels maputxes és l'aproximació a la manera en què els ancestres d'aquest poble indígena, o els aborígens que es poden denominar ja pròpiament maputxes, va aparéixer o arribar al territori maputxe.

## Hipòtesis inicials
Les antigues hipòtesis més conegudes, tot i que a hores d'ara molt discutides, són tres:
- L'arqueòleg austríac Osvaldo Menghin proposà al 1909 que els maputxes s'haurien originat a l'Amazònia i que n'haurien emigrat, passant pel centre de l'Argentina i creuant la serralada dels Andes. Se sustentava en els trets de la seua cultura, semblants als d'un subgrup amazònic.

- L'arqueòleg i etnòleg Ricardo I. Latcham pensa que algunes migracions originàries de la pampa argentina haurien entrat a l'actual territori xilé pels passos andins. Aquesta hipòtesi afirmava que era un poble guerrer i seminòmada que s'hauria introduït com un tascó entre els picunxes i huilliches, pacífics i sedentaris, fins llavors units en cultura i territori. Aquest poble guerrer se situà entre els rius Bío Bío i Toltén. N'hi hauria hagut dos poblaments: el primer de pescadors i mariscadors al llarg de la línia costanera que haurien evolucionat a una cultura de caçadors recol·lectors; i el segon, al qual s'hauria sumat un poble procedent del nord, molt més culte i que coneixia bé el treball agrícola i ramader, a més dels teixits i la terrisseria. Amb migracions successives, aquests grups s'haurien traslladat al sud d'Amèrica dominant les comunitats primitives de Xile i imposant-los els seus costums, religió i llengua, el mapudungun, tot i que també hi ha partidaris que els invasors haurien adoptat la llengua i part de la cultura dels seus veïns. Després, la hipòtesi de Latcham, la recolzà l'historiador Francisco Antonio Encina: i es popularitzà pels antics textos escolars d'història.[1][2]

- Tomás Guevara plantejà al 1925 un desplaçament de nord a sud per grups mariscadors i pescadors, d'afinitat amb la cultura tiahuanaco: les diferències culturals entre els grups maputxes del nord, centre i sud s'explicaven pel contacte amb pobles invasors — els inques al s. XV i els espanyols al XVI. El catedràtic argentí Roberto Porcel sostingué la hipòtesi de l'«origen peruà» dels maputxes, i els qualificà d'aimares que s'haurien desplaçat al sud de Xile per les guerres entre el Antisuyu i el Contisuyu.[3]

La hipòtesi de Latcham en fou la més popular fins a la segona meitat del s. XX; al seu favor, però, no hi havia evidències arqueològiques, etnogràfiques ni lingüístiques sòlides. Ara hi ha un cert consens a favor de la hipòtesi d'un origen en l'actual territori xilé o «teoria autoctonista».

## Dades arqueològiques, lingüístiques i genètiques

### Dades arqueològiques
Hi ha algunes cultures testimoniades arqueològicament a Xile al territori històric ocupat pels maputxes:
- El complex arqueològic d'El Vergel, dels s. xii i XVI de, mostra una cultura del període agroterrisser tardà de Xile. Per la proximitat de dates als primers maputxes registrats històricament i la coincidència de la regió geogràfica sembla prou segur que aquest complex des dels seus inicis fora de llengua mapudungun. Aquesta cultura té un antecedent:
- La cultura Aconcagua, datada entre els s. X i XVI, era una cultura neolítica tardana o període agroterrisser intermedi[nota 1] que ocupava la regió compresa entre els rius Aconcagua pel nord, especialment l'anomenada vall de l'Aconcagua, i el Cachapoal pel sud, quan es va produir l'arribada dels invasors espanyols. Aquesta cultura tingué un antecedent en:[nota 2][nota 3][4]
- La cultura Pitrén, datada a partir del s. VII i, per tant, pertanyent al període agroterrisser primerenc de Xile. Les comunitats compreses en aquesta denominació s'establiren entre el riu Bío Bío i el llac Llanquihue, a la regió de Los Lagos.[5]

### Dades etnogràfiques i lingüístiques
Els maputxes històrics no eren totalment homogenis ni culturalment ni lingüística: n'hi havia algunes diferències menors. Els maputxes en sentit ampli engloben als anomenats huiliches (grups del sud) i picunxes (grups septentrionals), si bé etnogràficament se'n poden subdividir:
- Picunxes
  - Huaycoches o mapochoes, picunxes de la vall del Mapocho, on es fundà Santiago de Xile,
  - Promaucaes, picunxes de les conques del Maipo i el Maule.
- Maputxes (pròpiament) o araucans:
  - Araucans, grup de la costa d'Arauco.
  - Lafquenques o costinos (maputxes de la costa des del Bío Bío a Valdivia.
  - Nguluches (maputxes de les valls de l'Araucania i Valdivia).
    - Arribans o wenteche.
    - Abajins o nagche.
- Huilliches
  - Cuncos, subgrup costaner.
  - Llanistes, subgrup de l'interior.
  - Veliches, subgrup de Chiloé.
- Grups araucanitzats (Xile oriental i Argentina).
  - Pehuenches (pobles araucanitzats dels Andes).
  - Ranquels (poble pampeà araucanitzat).
  - Saliners.
  - Manzaners.
  - Pueltxes araucanitzats.
  - Tehueltxes araucanitzats.

La llengua dels maputxes, el mapudungun (amb una varietat meridional divergent anomenada huiliche) és una llengua aïllada: no té un parentiu provat amb altres llengües ni de la regió ni de fora. Tot i haver-hi moltes propostes de possibles parentius, comparances amb gününa yajič (pueltxe) o amb les llengües chon, la revisió d'aquestes propostes suggereix que no hi ha cap parentiu amb aquestes llengües de la zona. Mary R. Key (1978) proposà una possible relació amb altres llengües del Xile meridional: el kawésqar i el yagán (Key relaciona aquestes llengües amb llengües de Bolívia i Perú, que tampoc han tingut acceptació). Joseph Greenberg reprendria sense gaire èxit algunes propostes anteriors plantejant un grup andí en què situà el maputxe. Així, la major part d'especialistes consideren el maputxe una llengua no emparentada amb cap altra llengua coneguda.

### Dades genètiques
Les poblacions d'indígenes andines i xilenes mostren un excés d'al·lels poc freqüents respecte als trobats a la part oriental d'Amèrica del Sud. Això succeeix quan la població d'una regió està en continu augment, i és compatible amb el fet que la regió andina tenia les majors densitats de població des del sorgiment de societats agrícoles complexes cap al 4000 ae, mentre que les poblacions de la resta del continent estan més fragmentades i en general tenien un menor nivell de desenvolupament socioeconòmic i demogràfic.
Les dades arqueològiques i genètiques suggereixen que les poblacions humanes haurien entrat a Sud-amèrica durant el plistocé. A més les dades de difusió genètica suggereixen que la regió andina des de molt antic fou la més poblada, la qual cosa també és refermada per les dades arqueològiques. Les poblacions maputxes, igual que les del sud de Xile, tenen més proximitat a les poblacions indígenes de les terres altes del Perú, que per exemple els indígenes de les terres baixes de Bolívia o l'Amazones.

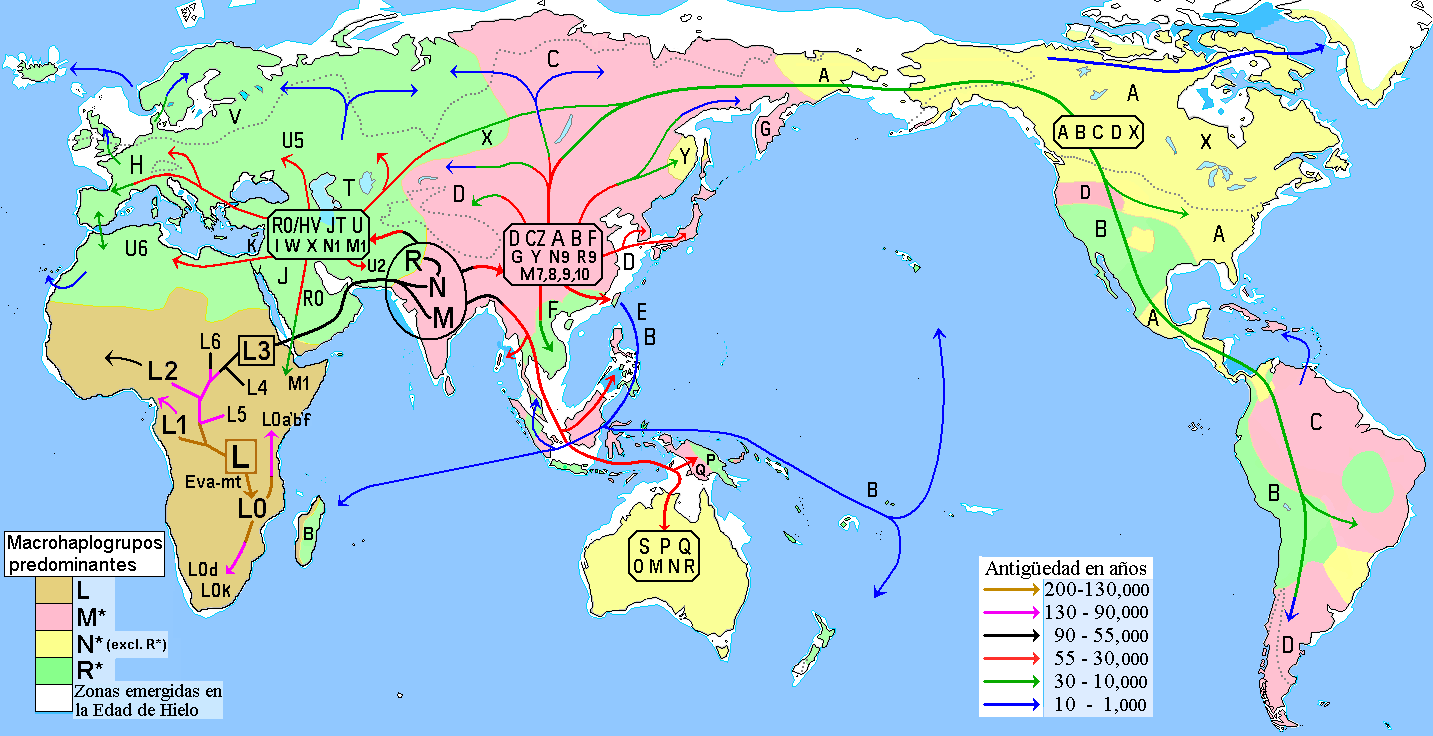
En poblacions nadiues d'Amèrica i Extrem Orient, zones de predomini de l'haplogrup B en color verd

Algunes dades mostren que els maputxes i els yaghan no presenten quasi mai l'haplogrup A (ADNmt), i l'haplogrup B (ADNmt) escàs, mentre que entre els pehuenches aquests haplotips sí que apareixen, la qual cosa apunta al fet que part dels pehuenches tenen un origen diferent dels maputxes i està d'acord amb la idea que en part els pehuenches són un grup aracaunitzat. Així i tot en pehuenches i maputxes la resta d'haplogrups trobats mostren menor distància entre si que amb les poblacions del sud de Xile.

## Teoria autoctonista
Com que les hipòtesis antigues no en són concloents, s'han fet molts estudis arqueològics que han descartat les hipòtesis d'un origen maputxe a les pampes, el Chaco o l'Amazònia. Exemple d'això són els estudis basats en els descobriments de l'antropòleg Tom Dillehay, que ha trobat nous jaciments sorprenents i fins i tot grans túmuls de terra anomenats cuel o kwel.
Els estudis arqueològics de Grete Mostny i Carlos Aldunate han confirmat que, en la primera unitat cultural, no apareixen petges de l'element pampeà plantejat antigament per Latcham. Així, altres noves hipòtesis sobre l'origen de l'ètnia maputxe indicarien que el territori ocupat hui per Xile abans de l'aparició de la cultura maputxe hauria estat habitat per grups recol·lectors que no tenien assentament fix, però sí que ocupaven certes àrees de manera estable i vivien de la caça de guanacs i cérvols, a més de la recol·lecció de mol·luscs, fruita i llavors. Aquests grups degueren ser la base de l'assentament maputxe, i un d'aquests grups s'erigí sobre la resta, i hi imposà la seua llengua i creences. Encara, però, no es pot afirmar amb precisió com s'originà aquesta ètnia, i només hi ha evidència precisa que, sobre el 500 i 600 ae, ja existia una cultura que pot seguir-se amb certesa fins als maputxes de segles posteriors.
Segons l'antropòleg i historiador José Bengoa, «els maputxes, igual que tots els pobles originaris, foren els primers a anomenar els paisatges de Xile», i indica després que «els antics maputxes, segons les noves teories, serien originaris del seu territori xilé. Eren grups antics que anaren evolucionant i canviant. És probable que també establiren contactes amb altres pobles del nord. La seqüència de les troballes arqueològiques recents és clara. Hi hauria una relació, per exemple en la ceràmica entre els grups terrissers del nord i centre de Xile i del sud maputxe». Assenyala que: «podríem dir simplificant que les cultures anaren aprenent les unes de les altres de nord a sud, durant molts segles. A partir del s. VII, els enterraments, atuells, teixits i altres senyes culturals trobades pels especialistes mostren que la cultura maputxe està cada vegada més constituïda».
Al 2007, l'investigador Patricio Bustamante presentà una nova hipòtesi en què afirmava que la cultura Molle podria haver estat la cultura maputxe arcaica. Aquesta hipòtesi es basa que la cultura Molle es desenvolupà entre l'any 1 i el 800 de, i que els maputxes aparegueren com a cultura pròpiament sobre el s. VII. Aquestes dates poden ser enganyoses, perquè a partir d'aquesta data «desaparegué» la cultura Molle i de manera independent «nasqué» la cultura maputxe. Una explicació que sembla raonable és que cap al final del període aniria transformant-se fins a semblar una cultura totalment diferent. Això pot explicar-se per les migracions i l'ocupació d'espais geogràfics més al sud amb un entorn climàtic de pluja predominant i abundància de boscos. Així, aquesta última hipòtesi, basada en evidències circumstancials disponibles (toponímia, petroglifs que poden representar llegendes maputxes, absència de topònims d'idioma desconegut atribuïbles a la cultura Molle, el fet que ambdues siguen cultures riberenques amb adoració de l'esperit dels turons, etc.) permet afirmar que possiblement la que hui coneixem com cultura Molle podria ser la cultura maputxe arcaica.